# Jacqueline Perkins
Jacqueline Perkins, född 29 augusti 1965, är en friidrottare från Australien. Hon deltog vid olympiska sommarspelen 1988.